# Yancy Butler
Yancy Victoria Butler (Greenwich Village, Nova Iorque, 2 de Julho de 1970) é uma atriz estadunidense. Ela é conhecida por seus papéis como Natasha Binder no filme Hard Target de 1993, Jess Crossman em Drop Zone e a detetive Sara Pezzini no drama sobrenatural da TNT Witchblade.

## Carreira
Yancy Butler começou a sua carreira como atriz desde 1979.
Ela estreou-se no filme Savage Weekend (1979).
Em 1993, Yancy Butler interpretou Natasha Binder no filme Perseguição Sem Tréguas (Hard Target) (1993), com Jean-Claude Van Damme no papel de Chance Boudreaux.
Em 1994, Yancy Butler interpretou Jessie Crossman no filme Drop Zone: Em Queda Livre (Drop Zone) (1994), com Wesley Snipes no papel de Pete Nessip.
Em 2010, Yancy Butler interpretou Angie D'Amico no filme Kick-Ass: O Novo Super-Herói (Kick-Ass) (2010), com Aaron Taylor-Johnson no papel de Dave Lizewski.

## Filmografia parcial
- 1979 - Savage Weekend - garotinha
- 1993 - O Alvo - Natasha Binder
- 1994 - Zona Mortal - Jessie Crossman
- 2000 - Witchblade (filme) - Detetive Sara Pezzini
- 2001-2002 - Witchblade (série) - Detetive Sara Pezzini
- 2010 - Pânico no Lago 3 - Reba
- 2010 - Kick-Ass - Angie D'Amico
- 2013 - Kick-Ass 2 - Angie D'Amico